# Paleoalveo

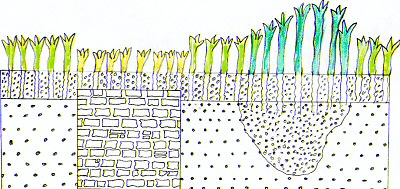
Schema di un tratto di terreno coltivato su un paleoalveo (sulla destra) che determina una diversa crescita delle coltivazioni.

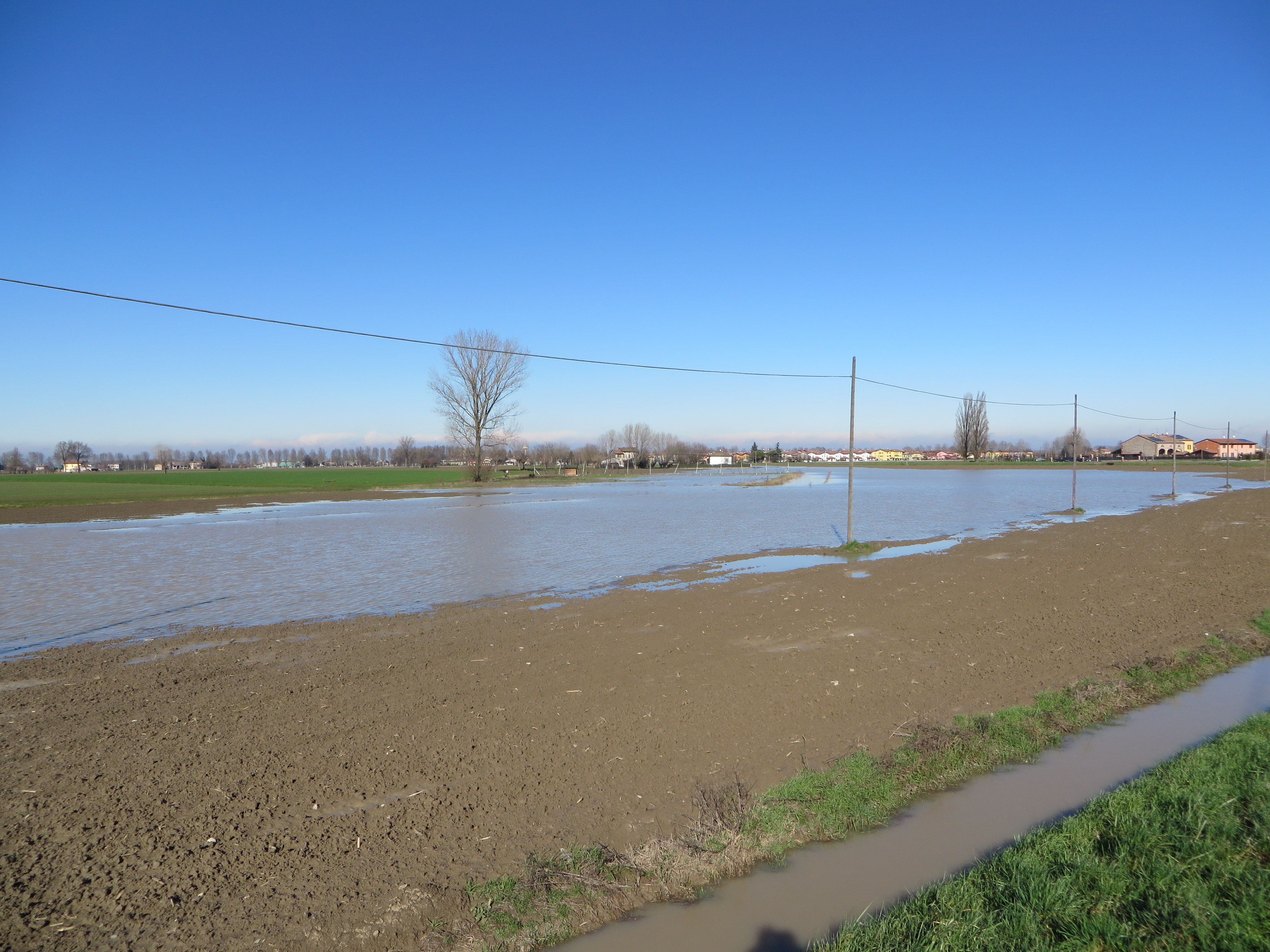
Paleoalveo dei Tari Morti allagato a seguito di abbondanti piogge e di simultanea piena del fiume Taro, in località Corticelli di San Secondo Parmense.

Per paleoalveo si definisce un antico tratto di alveo di un corso d'acqua non più collegato al fiume che lo generò a causa di fenomeni naturali o artificiali. Il tratto può essere ancora riconoscibile da terra come canale non collegato o semplice depressione del terreno, o grazie all'aerofotogrammetria che lo identifica con un diverso colore del terreno circostante.
Lo studio dei paleoalvei è strettamente correlato con l'archeologia in quanto sono stati determinanti nell'individuazione di siti archeologici, ad esempio con resti di villaggi a palafitta risalenti all'età del Bronzo in Europa, o dell'età della Regionalizzazione in India.